# Chiroderma salvini
Chiroderma salvini — вид родини листконосові (Phyllostomidae), ссавець ряду лиликоподібні (Vespertilioniformes, seu Chiroptera).

## Середовище проживання
Країни поширення: Болівія, Колумбія, Коста-Рика, Еквадор, Сальвадор, Гватемала, Гондурас, Мексика, Панама, Перу і Венесуела. Знаходиться в напівлистяних і вічнозелених лісах і просіках; також поблизу річок в посушливих районах і в саванах. 

## Звички
Екологія й таксономія погано відомі. Харчується фруктами, особливо інжиром. 

## Загрози та охорона
Загрози невідомі. Проживає в природоохоронних районах.